# Adámky

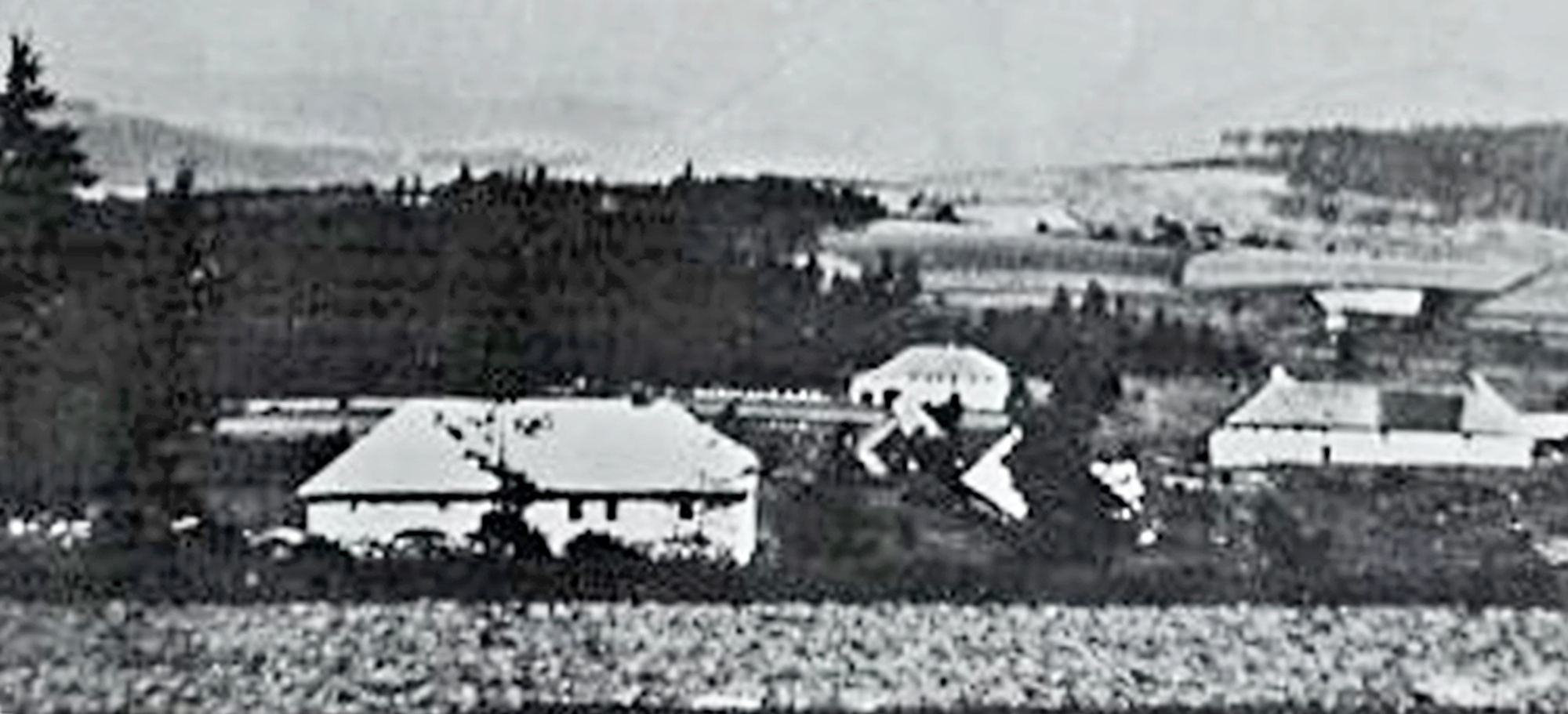
Adámky zu Beginn der 1930er Jahre

Adámky (deutsch Abdank) ist ein verlassener Ort, der in der Gemeinde Loučovice (Kienberg) im Okres Český Krumlov (Böhmisch Krumau) in Tschechien liegt. Er befindet sich sieben Kilometer südwestlich von Vyšší Brod im Sternwald, dem südöstlichsten Teil des Böhmerwalds.

## Geographie
Adámky liegt am nördlichen Fuße des 1.012 Meter hohen Hvězdná (Sternberg), etwa einen Kilometer nördlich der österreichischen Grenze im Verlaufsgebiet des früheren Eisernen Vorhangs. Adámky liegt heute im Naturpark Vyšebrodsko und zeichnet sich durch eine sehr artenreiche Natur aus.

## Geschichte
Abdank wurde 1530 erstmals urkundlich erwähnt. Die zu dieser Zeit aus fünf Höfen bestehende Siedlung war dem Patrimonialgericht in Kapellen unterstellt. Nach der Aufhebung der Patrimonialherrschaften wurde Abdank ein Teil der Gemeinde Schönfelden und gehörte zum politischen Bezirk Kaplitz und zum Gerichtsbezirk Hohenfurth.
Die größte der Wirtschaften hatte eine Fläche von 24 Hektar. Die vier anderen Güter jedoch waren deutlich kleiner und ihre Bewirtschaftung konnte die Besitzer nicht ernähren, die sich deshalb in der Papierfabrik Kienberg ihren Lebensunterhalt verdienten und die Landwirtschaft nur im Nebenerwerb betrieben.
1910 hatte Abdank 37 Einwohner, 1938 waren es 35. Sämtliche Einwohner waren deutscher Abstammung. Wie zum Zeitpunkt seiner Ersterwähnung bestand Abdank auch 400 Jahre später aus fünf Höfen. Zwischen August und Oktober 1946 erfolgte die Vertreibung der deutschen Bewohner. Adámky wurde nicht neu besiedelt. Im Jahre 1959 erfolgte im Zuge der Abschottung der Staatsgrenze zu Österreich der Abbruch der leerstehenden Gemäuer.
Nachbarorte waren Krásná Pole (Schönfelden) im Norden, Frantoly (Frauenthal) im Osten sowie Kapličky (Kapellen) im Westen. Auch diese Dörfer wurden in den 1950er-Jahren für den Eisernen Vorhang zwangsgeräumt.